# Tze Liang Ooi
Tze Liang Ooi (* 19. November 1993 in Pulau Pinang) ist ein malaysischer Wasserspringer.

## Werdegang
Ooi begann im Alter von acht Jahren mit dem Wasserspringen in der Penang International Sports Arena in Malaysia. Seinen ersten internationalen Erfolg feierte er bei den Asienspielen 2010 in Guangzhou, bei denen er mit seinem Partner Bryan Nickson Lomas im Synchronspringen vom 10-Meter-Turm die Silbermedaille gewinnen konnte.
Bei den Südostasienspielen 2011 in Palembang gewann er vom 10-Meter-Brett die Silbermedaille. Zwei Jahre später bei den Südostasienspielen 2013 in Naypyidaw gewann er in den Disziplinen 3-Meter-Kunstspringen, 3-Meter-Synchronspringen und 10-Meter-Synchronspringen die Goldmedaille sowie Silber im 10-Meter-Einzelspringen. Bei den Südostasienspielen 2015 gewann er alle vier Wettkämpfe.
Bei den Commonwealth Games 2014 im schottischen Glasgow gewann er nach dem zweiten Platz in der Qualifikation im Kunstspringen vom 3-Meter-Brett die Goldmedaille. Im zwei Tage späteren Turmspringen vom 10-Meter-Brett sicherte er sich hinter Tom Daley die Silbermedaille. Im Synchronspringen vom 3-Meter-Brett blieb er als Vierter mit seinem Partner Chew Yiwei nur knapp hinter den Medaillenrängen. Vom 10-Meter-Turm wurden beide zwar Dritte, jedoch wurden auf Grund des schwachen Teilnehmerfeldes von nur vier Teams keine Bronzemedaille vergeben.